# 樊维城
樊维城（？—1643年），號紫盖，湖廣黄州府黃岡縣人，明朝政治人物。

## 生平
樊维城於萬曆四十六年登戊午科举人，四十七年（1619年）联中己未科進士。除浙江海鹽縣知縣，天啓四年（1624年）遷禮部主事。天啟七年（1627年），坐事謫上林苑典簿。崇禎帝即位，樊维城抗疏誅殺魏忠賢，並請褒恤楊漣、萬燝等一十四人，召還賀逢聖、文震孟、孫必顯等三十二人，亟正張體乾、許顯純、楊寰等罪。同月，又請將崔呈秀開棺戮屍。均得到採納。
崇禎元年（1628年），遷戶部主事，進員外郎。四年（1631年）升任福建泉州府知府。升福建按察使司副使。崇禎八年（1635年）罷歸。崇禎十六年（1643年）三月二十四日，張獻忠破黃岡，知縣孫自一、縣丞吳文燮身死。維城破口大罵，被利刃穿胸而死。《明史》有傳。

## 著作
輯有《鹽邑志林》。

## 家族
曾祖樊汝文。祖父樊煒。父樊玉衡，官全椒縣知縣。以太常寺少卿致仕。